# Ivo Watts-Russell
Pour les articles homonymes, voir Watts (nom de famille).

Ivo Watts-Russell (né le 8 septembre 1954 dans le Northamptonshire en Angleterre) est un entrepreneur, producteur de musique et directeur artistique britannique.
Il est en janvier 1980 le cofondateur du label musical 4AD, qu'il dirige jusqu'en 1999.
Il a aussi produit plusieurs disques, préférant se définir lui-même comme un « directeur musical », pour mieux expliciter son rôle dans le processus créatif.

## Biographie
Le départ rapide de Peter Kent en 1980 le laisse seul aux commandes ; les décennies 1980 et 1990 feront figure de golden decades pour le label et la musique qu'il promeut. Le morceau Ivo sur Treasure, l'album de Cocteau Twins paru en 1984 salue une de ses plus belles productions. En embauchant le jeune graphiste Vaughan Oliver en 1983, il donne au label une image forte et distincte.
Par son rôle de producteur, puis de directeur artistique, il a par exemple fondé et dirigé This Mortal Coil en écrivant et sélectionnant les chansons, choisissant les artistes pour chaque morceau (musiciens et chanteurs) et occasionnellement y jouant du clavier.
Ayant revendu le label à ses distributeurs originels, Beggars Banquet Records, fin 1999, Watts-Russell travaille dans l'édition d'Art et de photographie.